# 庞相寿
庞相寿（?—?），南安郡（今甘肃陇西县）人，唐朝初年官员。
右监门将军，封安宜公。唐朝初年任濮州（今山东省鄄城县）刺史。庞相寿因为贪污而免职，于是上书唐太宗，说自己曾在秦王幕府。唐太宗想宽赦，被魏徵劝阻。唐太宗于是对庞相寿说，自己已经是四海之主，不能偏袒故人，赐帛打发他回乡，庞相寿流泪而去。
曾祖后魏定州刺史、比阳公庞雅，祖父庞风，父亲隋原州总管、比阳公庞晃，子庞贞素，官易州刺史、右屯卫将军。